# Campo San Salvador
El Campo San Salvador és una plaça de Venècia, situada al barri de San Marco, a pocs passos del Campo San Bortolomio, el lloc de naixement de Giacinto Gallina i del Pont de Rialto.

## Història

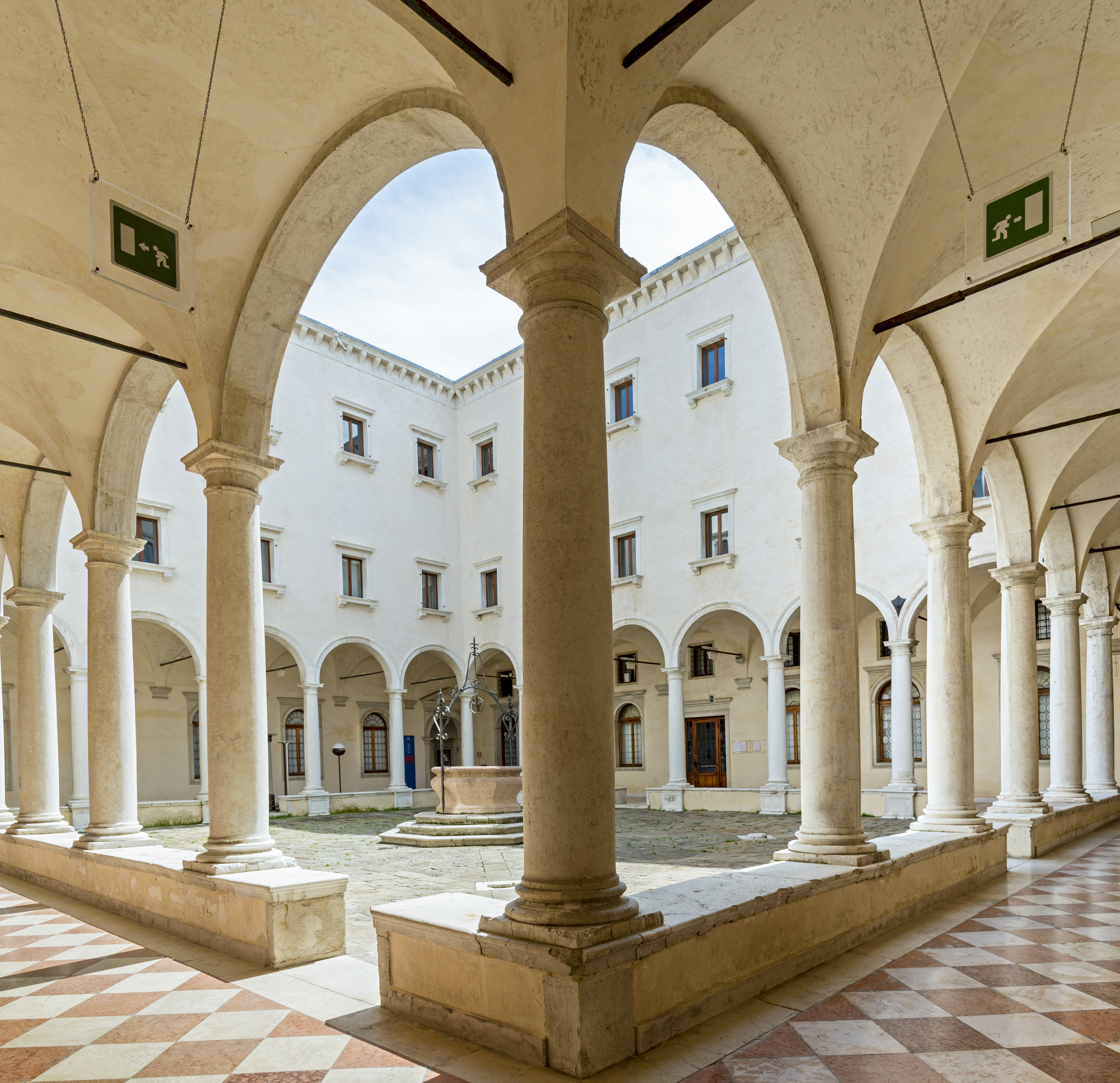
El Claustre de San Salvador

Es diu que en aquest campo hi havia un pou profund amb una conca d'aigua on els viatgers solien lligar els seus cavalls per abeurar-los, ja que un decret del 29 de febrer de 1287 prohibia viatjar per la Merceria a cavall.
L'església de San Salvador té orígens molt antics i va ser construïda per les famílies Carosii i Gattolosi (es creu que a instàncies de Sant Magno). El terra estava fet probablement i originalment de reixes de ferro per sota de les quals corria aigua, com a l'l'Església del Sant Sepulcre de Jerusalem. Va ser construïda per a la pròspera ordre dels Canonges Regulars Agustinians. La façana (1663) de Giuseppe Sardi no té un valor destacable, però l'interior (1505-1534) és un dels més originals entre les esglésies renaixentistes italianes. El pla de Giorgio Spavento va ser creat, després de la seva mort el 1509, per Tullio Lombardo i completat per Jacopo Sansovino.
A l'església de San Salvador, Marco Giustinian, un dels membres del Consell dels Deu, durant el Dijous Gras de Carnestoltes de 1579, va ser greument ferit al cap per una màscara fins al punt de morir poc després.

## Descripció

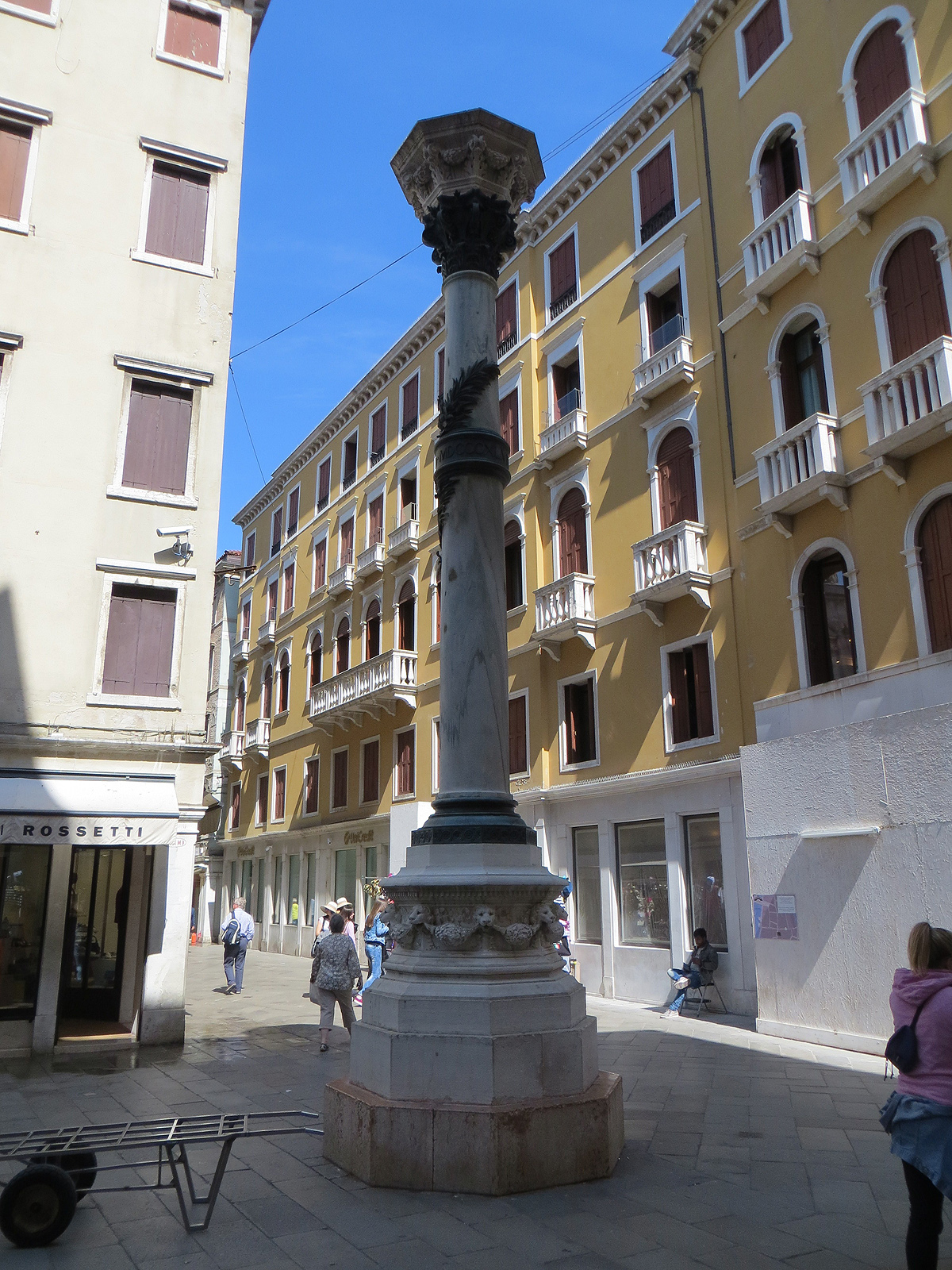
Columna commemorativa dels aixecaments de 1848-49

A través de la porta de l'edifici adjacent a l'església es pot admirar el seu claustre.
Al campo també hi ha la Scuola Grande di San Teodoro.
Al campo hi ha una columna commemorativa dels aixecaments que van tenir lloc a Venècia el 1848-1849 durant la Primera Guerra de la Independència. La columna està feta de marbre vermell de Verona i pedra d'Ístria amb decoracions de bronze.